# Bussac
Bussac é uma comuna francesa na região administrativa da Nova Aquitânia, no departamento Dordonha. Estende-se por uma área de 16,69 km². Em 2010 a comuna tinha 400 habitantes (densidade: 24 hab./km²).